# 台夫特市政廳
台夫特市政廳（City Hall）是荷蘭城市台夫特的市政廳，是一座文藝復興式建築。台夫特市政廳始建於1618年，是台夫特的地標建築。